# 20 février 1988
Le 20 février 1988 est le 51e jour de l'année 1988 du calendrier grégorien. Il s'agit d'un samedi.

## Événements

### Politique
- L'oblast autonome du Haut-Karabagh vote son rattachement à la RSS d'Arménie. Début de la guerre du Haut-Karabagh.
- Cinq membres de l'organisation armée basque Iparretarrak sont arrêtés, dont son fondateur Philippe Bidart.
- 7e congrès du Front de libération nationale kanak et socialiste.

### Sport
- En rugby à XV, la France bat Irlande par 25 à 6 dans le cadre du tournoi des Cinq Nations.
- En football, l'Italie bat l'Union soviétique par 4 buts à 1 en match amical.
- Stefka Kostadinova bat son propre record du monde du saut en hauteur en salle avec un saut à 2,06 m.
- Première journée des championnats de France d'athlétisme en salle.
- 25e journée du championnat de France de football.

### Médias
- Première diffusion de l'épisode 72 de Saint Seiya.

## Naissances
- Cédric Anton, footballeur français
- Mathieu Belie, rugbyman français
- Moreno Costanzo, footballeur italo-suisse
- Jakub Holuša, athlète tchèque
- Ivan Kelava, footballeur croate
- Nafisa Khan, actrice anglo-indienne
- Ruben Kristiansen, footballeur norvégien
- Gabriela Markus (en), Miss Brésil 2012
- Jorge McFarlane, athlète péruvien
- Kealoha Pilares (en), joueur américain de football américain
- Michael Ratchuk, joueur de hockey sur glace américain
- Rihanna, chanteuse barbadienne

## Décès
- Jacques Dumoulin, homme politique québécois
- Erling Halle (en), résistant norvégien
- Bob O'Farrell (en), joueur de base-ball américain
- Mildred Seydell (en), journaliste américaine
- Roger J. Williams (en), biochimiste américain